# Gustavo Licandro
Gustavo Licandro Bosc (Tacuarembó, Uruguay, 25 de enero de 1963) es un economista y político uruguayo. Se desempeñó como subsecretario (viceministro) del Ministerio de Economía y Finanzas entre 1991 y 1995.

## Primeros años
Nació en Tacuarembó el 25 de enero de 1963.
Cursó estudios en la Facultad de Ciencias Económicas y de Administración de la Universidad de la República, donde obtuvo el título de economista.

## Subsecretario de Economía y Finanzas
El 4 de noviembre de 1991, el presidente Luis Alberto Lacalle y su ministro de Economía y Finanzas Enrique Braga designaron a Licandro como nuevo subsecretario de dicha cartera, sucediendo a Javier de Haedo.
Con 28 años en el momento de asumir el cargo, fue el subsecretario de Economía más joven en la historia del país.
En febrero de 1992, al ser sustituido Braga por Ignacio de Posadas al frente del Ministerio, Licandro fue confirmado en la subsecretaría.
Ocupó el puesto durante algo más de tres años, casi hasta la finalización del período presidencial de Lacalle. 
En febrero de 1995, al renunciar de Posadas para asumir como senador en la XLIV Legislatura y asumir la titularidad del Ministerio por un breve período Daniel Hugo Martins, lo acompañó en la subsecretaría Jorge Campomar, sucediendo a Licandro.

## Actividad en el sector privado
Fue catedrático de Economía Política en la Universidad Católica del Uruguay, dictando asimismo cursos en la Universidad ORT, la Universidad de Montevideo y el Instituto Militar de Estudios Superiores.
Ha desempeñado su profesión en la actividad privada como miembro del estudio Licandro-Díaz, actuando como asesor económico de empresas de diversos rubros a nivel nacional e internacional, así como de cámaras empresariales y de la Asociación Uruguaya de Empresas Aseguradoras. También ha integrado el Directorio de diversas empresas.
Fue Director Ejecutivo de la Asociación de Bancos del Uruguay.Integró el Directorio del Banco Comercial a partir de febrero de 2002.  En marzo de 2003, al crearse el Nuevo Banco Comercial tras la crisis bancaria del año 2002, fue designado presidente del mismo,cargo que abandonó pocos meses después.
Especialmente vinculado al ámbito agropecuario, fue director y asesor de la Asociación Rural del Uruguay,así como miembro alterno del Instituto Nacional de Carnes en representación de la Federación Rural.
Fue también vicepresidente de la Cámara de Comercio de Uruguay.
Se desempeña como presidente de Trust Administradora de Inversión S.A.
Mantiene presencia frecuente en los medios de comunicación respecto de temas económicos y políticos.

## Actividad en el sector público
Fue asesor del Banco Central del Uruguay y de la Oficina de Planeamiento y Presupuesto.
En el ámbito internacional se desempeñó como consultor de organismos multilaterales y de gobiernos latinoamericanos, así como asesor del equipo económico del gobierno de Paraguay.
Para las elecciones de 2009 integró el equipo de asesores del nuevamente candidato a la presidencia Luis Alberto Lacalle, quien finalmente fue derrotado por José Mujica.

## Vida personal
Es hijo de Heber Hugo Licandro Brum y de Irma Esther Bosc Berrueta, quienes se casaran en Tacuarembó en septiembre de 1959.
Contrajo matrimonio en 1988 con Inés Díaz Rial,de profesión contadora y con quien comparte el nombrado estudio Licandro-Díaz. El matrimonio tiene un hijo, Gustavo Licandro Díaz.